# Archidiecezja Trujillo

Położenie archidiecezji na mapie podziału diecezjalnego Peru

Archidiecezja Trujillo (łac. Archidioecesis Truxillensis) – archidiecezja Kościoła rzymskokatolickiego w Peru. Należy do metropolii Trujillo. Została erygowana 15 kwietnia 1577 roku przez papieża Grzegorza XIII jako diecezja bullą Illius fulciti. W 1943 roku została podniesiona do rangi archidiecezji przez papieża Pawła VI bullą Inter praecipuas.

## Ordynariusze

### Biskupi Trujillo
- Alonso Guzmán y Talavera OSH, 1577–?
- Francisco Diaz de Cabrera y Córdoba OP, 1614–1620
- Carlos Marcelo Corni Velazquez, 1620–1630
- Ambrosio Vallejo Mejía OCarm, 1631–1635
- Diego Montoya Mendoza, 1637–1640
- Luis Córdoba Ronquillo OSST, 1640–1640
- Juan Sánchez Duque de Estrada, 1641–1643
- Pedro Ortega Sotomayor, 1645–1647
- Andrés García de Zurita, 1650–1652
- Francisco de Godoy, 1659–1659
- Juan de la Calle y Heredia OdeM, 1663–1674
- Antonio de León y Becerra, 1676–1677
- Francisco de Borja, 1679–1689
- Pedro Díaz de Cienfuegos, 1696–1702
- Juan Victores de Velasco OSB, 1703–1713
- Diego Montero del Águila, 1715–1718
- Jaime de Mimbela OP, 1720–1739
- Gregorio de Molleda Clerque, 1740–1747
- José Cayetano Paravicino OFM, 1747–1750
- Bernardo de Arbiza y Ugarte, 1751–1756
- Cayetano Marcellano y Agramont, 1757–1758
- Francisco Javier de Luna Victoria y Castro, 1758–1777
- Baltazar Jaime Martínez de Compañón, 1778–1788
- José Andrés de Achurra y Núñez del Arco, 1788–1793
- Blas Manuel Sobrino y Minayo, 1794–1796
- José Carrión y Marfil, 1798–1824
- Tomás Diéguez de Florencia, 1835–1845
- José Higinio Madalengoitia y Sanz de Zárate, 1846–1848
- Agustín Guillermo Charún, 1853–1857
- Francisco Orueta y Castrillón, 1859–1873
- José Domingo Armestar, 1874–1881
- Manuel Medina y Bañon, 1889–1907
- Carlo Garcia Irigoyen, 1910–1937

### Arcybiskupi Trujillo
- Juan Gualberto Guevara, 1940–1945
- Aurelio Macedonio Guerrero, 1946–1957
- Federico Pérez Silva CM, 1955–1965
- Carlos Maria Jurgens Byrne CSsR, 1965–1976
- Manuel Prado Perez-Rosas SJ, 1976–1999
- Miguel Cabrejos OFM, 1999–2025
- Gilberto Alfredo Vizcarra Mori od 2025